# Парк Фламенго
Парк Фламенго (Parque do Flamengo, данас Parque Brigadeiro Eduardo Gomes) је највећи јавни парк у Рио де Жанеиру величине 120 ha подигнут 1961-65. Аутори су пејзажни архитекти Бурл Маркс и Лота де Мацедо Соареш (Lota de Macedo Soares, 1910-1967). Парк представља највеће слободно подручје Рио де Жанеира са јаком спортском традицијом. У њему је циљ градског маратона, а ту се одвија и најзначајнија етапа Латиноамеричке бициклистичке трке.

## Локација и садржај
Смештен на ободу залива Гуанабара парк Фламенго обухвата Музеј модерне уметности, Музеј Кармен Миранде и споменик палим војницима из Другог светског рата поред марине Да Глорија (Marina da Glória), главног пункта за такмичење у једрењу “Рио 2007”. Током Летњих олимпијских игара 2016, парк је служио за атлетска и бициклистичка такмичења.

## Биљни материјал
Поред обиља садржаја парк је богат јединственом тропском флором међу којом су и масиви врсте abricó-de-macaco (мајмунска кајсија, Couroupita guianensis Aubl.) са миришљавим цветовима пречника 8–15 cm у цвастима 40–70 cm дугим и лоптастим плодовима дуж стабла пречника 25 cm.